# 戈特斯采尔
戈特斯采尔是德国巴伐利亚州的一个市镇。总面积9.22平方公里，总人口1187人，其中男性555人，女性632人（2011年12月31日），人口密度129人/平方公里。